# 秋信利彦
秋信 利彦（あきのぶ としひこ、1935年 - 2010年9月15日）は、日本の放送ジャーナリスト。中国放送（RCC）ディレクター・記者・常務取締役を歴任した。
原爆小頭症患者の存在とその実態を日本社会に初めて知らせたこと、生涯にわたり原爆小頭症患者とその家族への支援活動をしたことで知られている。ペンネームは風早晃治。

## 経歴
1935年生まれ。ラジオ中国（現在の中国放送）入社後、ラジオディレクター、放送記者などを経て最終は常務取締役。2010年9月15日、慢性呼吸器不全のため死去。75歳。

## 人物・業績
秋信の業績は、中国新聞記者・論説主幹であった大牟田稔の没後、広島大学文書館に寄贈・収蔵された大牟田稔関係文書が公開されて以降、一般に知られるようになった。「個人のプライバシー最優先。特ダネを報道しない」の記者道を早くから説き、自ら実践して生涯貫いた。これは記者時代、報道による広島原爆被爆者の心の傷の深さを知ったことからであり、特に原爆小頭症患者とその家族へのかかわり、被爆者援護と被爆者の報道被害防止をライフワークとした。
秋信は、多くを語らない、酒も飲まない、煙草も吸わないが、所謂、グルメ、また目立たないがお洒落、洒脱な風格で、生涯快活な正義派であったという。

### 原爆小頭症患者への支援
広島にあった米国原爆傷害調査委員会(ABCC)は1950年から胎内被爆児の調査を始め、早くから知的障害を伴う小頭症児がいることを知っていたが、内部にとどめていたため、患者もその家族もいたずらに世間の好奇の目に曝されるだけの孤立無援状態にあった。これに対して秋信は直談判してABCCに提出させた内部論文や匿名の患者リスト、またABCCの日本人スタッフ（ABCC労働組合員）の極秘情報提供などを得て、患者とその家族の所在をひとりひとり探し、その生活不安をまとめ、原爆被害の象徴的患者の実情として日本社会に初めて知らせた。さらに彼は、孤立した患者とその家族の結束を促し、国に補償を求め、核兵器廃絶を目指す「きのこ会」を発足させてこれを支えた。原爆小頭症児とその家族らによる、きのこ会の結成は1965年であるが、秋信はその相談役を引き受けている。しかしこれは中国放送としての活動ではなく、大牟田と協力しての秋信個人の活動であった。1965年、山代巴編で岩波新書として刊行された『この世界の片隅で』には、秋信が「風早晃治」の筆名で執筆した「IN UTERO」（胎内被爆児）が収録され、これによって原爆小頭症患者の存在と実態が日本社会に広く知られることになった。しかし、この執筆活動もまた秋信個人としての活動であった。これらは当時、秋信がこれ以前に、当時の日本国の公式見解、すなわち「胎内被爆と原爆症とは全く関係ない」に反する「いるはずのない」原爆小頭症患者の存在を報じたため、報道から営業部門に異動、およそ原爆に関わることを社から禁じられていたためである。このため秋信は午前中に営業の仕事を済ませ、「外回り営業に行く」と社に告げて午後から外出、秘密裏に取材活動を続け、この取材がルポルタージュ「IN UTERO」として結実したのである。
そして秋信は他社の記者仲間から取材の相談を受けると、事情を話し、きのこ会を窓口として、できるだけ個人（患者とその家族など）への取材を控えさせた。これは報道の自由、特に取材の自由を阻害する目的のものではなく、報道による個人の人権侵害を防ぐ目的のものであり、報道記者が被報道者の立場に立ち、「報道から人権を護る団体」を結成させたというのはおよそ日本で初めてのことであった。このことから今日、被爆者関連報道でプライバシーが尊重されるようになったきっかけの一つが、きのこ会にあるとの見方もある。
秋信の死後、取材ノート等の秋信が保存していた、きのこ会に関する資料、段ボール箱10箱分は、きのこ会を通じ、秋信の遺族により広島平和記念資料館に寄贈された。

### 昭和天皇への「秋信質問」
1975年10月31日、皇居で昭和天皇に対して史上初の公式記者会見が行われると、秋信は中国放送記者として、戦後の広島行幸における発言を引用しつつ、「戦争終結に当たって、原子爆弾投下の事実を、陛下はどうお受け止めになりましたのでしょうか」と質問し、昭和天皇から歴史に残る「遺憾には思うが、戦争中のことであり、広島市民には気の毒であるが、やむを得ないことと思う」との発言を引き出した。国会でもこの天皇発言の真意をめぐり、宮内庁長官が喚問されて社会問題化した。後にこれは「秋信質問」と呼ばれるものになったが、これについては後に秋信自身、適切な質問であったのか否か、悩むものともなった。

## 著書
山代巴編、『この世界の片隅で』「IN UTERO」